# Riegos y Fuerzas de La Palma
Riegos y Fuerzas de La Palma, S.A. (RIFU) fue una empresa española dedicada a la generación de energía eléctrica, fundada en La Palma en 1947, que tuvo un importante papel en el proceso de electrificación de Canarias. Originalmente fue creada por el Cabildo Insular de La Palma junto a accionistas privados para aglutinar las pequeñas centrales existentes en la isla, así como continuar con el desarrollo la generación y distribución eléctrica en la isla. En 1965 el Instituto Nacional de Industria adquiere la empresa, que a partir de entonces afianza el suministro en La Palma y extiende su actividad a otras islas del archipiélago. En 1971 la empresa es absorbida por Unión Eléctrica de Canarias, ya también propiedad del INI. Actualmente el patrimonio de RIFU pertenece a Endesa.

## Historia
En 1892 se constituye en Santa Cruz de La Palma la Sociedad Anónima Electrón, encargada de la construcción de una pequeña central hidroeléctrica de 116 metros de desnivel situada en el Barranco del Río, que aprovechase el agua de abasto público para la generación de corriente eléctrica. El 31 de diciembre de 1893 se estrenó por primera vez el alumbrado eléctrico en esta ciudad, siendo la tercera en España, tras Barcelona y Madrid en disponer de este avance tecnológico, considerado como un hito en la historia de Canarias, y que pronto sirve como ejemplo a seguir por las ciudades de Santa Cruz de Tenerife y Las Palmas de Gran Canaria. Con el paso de los años, se constituyen otras sociedades productoras de electricidad, ya sea con motores o aprovechando los saltos de agua existentes en la isla. En el Valle de Aridane la principal utilización de la electricidad tendrá como cometido la extracción de agua de los pozos para los cultivos de regadío. El Electrón mejora su central en 1916, pero pronto el caudal disponible no permite nuevas ampliaciones y comienza la instalación de motores para continuar con el servicio. En todos los casos, el suministro se limitaba a las horas nocturnas y la producción se situaba por debajo de la demanda.
Ante la situación de penuria energética, en 1947 el Cabildo de La Palma crea la empresa Riegos y Fuerzas de La Palma, que asume la gestión de la Sociedad Anónima Electrón. El principal objetivo de la nueva empresa es la construcción de una central hidroeléctrica en Los Tilos, en la zona conocida como Salto del Mulato, donde existía un caudal de agua con 570 metros de desnivel. Diversos retrasos en la construcción de la central, abierta en 1955, y en el desarrollo de la red de distribución, afectaron económicamente a la empresa. Aun así, se consiguió un mejor grado de electrificación en La Palma comparado al resto de islas no capitalinas del archipiélago. Esta mala situación económica se solucionará mediante la intervención del estado español en la empresa a través del Instituto Nacional de Industria, que se hace con RIFU en 1965. Bajo la nueva situación, se construye en La Palma la Central térmica Los Guinchos y se afianza el servicio en la isla. El INI utilizará a partir de ahora a RIFU para proceder a la constitución de sistemas eléctricos de generación y distribución en otras islas de Canarias. Así, en la década de 1960 se procede a la instalación en El Hierro y La Gomera de centrales diésel y de la red de distribución, mientras se planifica el proceso de electrificación de Fuerteventura. 
Ya por entonces, el INI estaba interesado en hacerse con la principal compañía eléctrica existente en Gran Canaria y Tenerife: UNELCO. Una vez que la empresa fue comprada por el estado, se inició el proceso de absorción de RIFU por parte de la misma. En 1970 se firma el acuerdo de fusión, encargándose a partir de entonces la nueva UNELCO de continuar con los planes ejecutados hasta entonces por Riegos y Fuerzas.